# Virginia Slims of Central New York 1985
Virginia Slims of Central New York 1985 — жіночий тенісний турнір, що проходив на відкритих кортах з твердим покриттям у Монтіселло (США). Проходив у рамках Туру WTA 1985 і тривав з 19 серпня до 25 серпня 1985 року. Друга сіяна Барбара Поттер здобула титул в одиночному розряді.

## Фінальна частина

### Одиночний розряд
Барбара Поттер —  Гелен Келесі 4–6, 6–3, 6–2

### Парний розряд
Мерседес Пас /  Габріела Сабатіні —  Андреа Голікова /  Катержина Богмова 5–7, 6–4, 6–3